# Eleonora Eksanischwili
Eleonora Eksanischwili (georgisch ელეონორა ექსანიშვილი, Vorname auch Nora; russisch Элеонора Григорьевна Эксанишвили, Eleonora Grigorjewna Eksanischwili, wiss. Transliteration Ėleonora Grigor'evna Ėksanišvili; englisch Eksanishvili; * 11. Februar 1919 in Tiflis, Demokratische Republik Georgien; † 5. Januar 2003 in Georgien) war eine georgische Pianistin, Komponistin und Hochschullehrerin.

## Leben
Eleonora Eksanischwili studierte zunächst am Konservatorium Tiflis Klavier bei Ana Tulaschwili sowie Komposition bei Pjotr Rjasanow und Andria Balantschiwadse, einem Bruder des Choreographen George Balanchine. Ihre Abschlussprüfungen dort legte sie 1940 und 1945 ab. Danach ging sie ans Moskauer Konservatorium, wo sie ihre Studien 1947 bis 1950 als Postgraduierte fortsetzte – im Fach Klavier bei Alexander Goldenweiser und im Fach Komposition bei Heinrich Litinsky und Wissarion Schebalin. 1953 schloss sie ihr Studium mit einer Arbeit über Klavier-Transkriptionen von Mili Balakirew ab.
Bereits ab 1944 wirkte sie als Pianistin der Georgischen Philharmonie und begann ihre Lehrtätigkeit u. a. an der Sakaria Paliaschwili Central Music School in Tiflis. 1945 wurde sie als Mitglied in den Georgischen Komponistenverband aufgenommen, dem sie bis 1991 angehörte. Ab 1953 lehrte sie am Konservatorium Tiflis, wo sie 1973 eine Professur erhielt. Im selben Jahr begründete sie dort im Auftrag des Ministeriums für Erziehung der Georgischen SSR ein experimentelles Schulstudio, in dem mit Kindern ab sechs Jahren kreative Gestaltungsmethoden im Umgang mit georgischer Volksmusik entwickelt wurden, abgeleitet aus einer Forderung des britischen Komponisten Ralph Vaughan Williams. Das Studio galt als erste Einrichtung dieser Art im Land. Gearbeitet wurde nach einer Methodik, die Eksanischwili in ihrem 1972 veröffentlichten Buch unter dem Titel Aisi beschrieben hatte.
Im Januar 2003 starb sie im Alter von 83 Jahren.

## Schaffen
Einen Teil ihres Schaffens widmete sie der Musik für Kinder. Sie schrieb Opern wie Spaziergang (Freunde des Waldes) (1960) und Wald-Komödie (1972), Musiktheaterszenen wie Kaninchen und Kinder (1961) und Winterferien (1963), eine Kindersuite Frühling für Kammerorchester (1972), ein Klavieralbum Für Kinder (1958) und Kinderlieder.
An Orchesterwerken hinterließ sie zwei Klavierkonzerte (1944 und 1955). Im Bereich der Kammermusik schuf sie 2 Streichquartette (1944, 1949), ein Streichquintett (1945, rev. 1970) und eine Violinsonate (1970). Für Klavier solo schrieb sie eine Sonate (1973), ein dreiteiliges Memorial mit Präludien, Etüden und einer Elegie (1980), den im Krieg gefallenen Kollegen gewidmet, sowie für Klavier zu vier Händen 12 georgische Volkslied-Arrangements (1974). Außerdem komponierte sie Lieder und Romanzen. In ihrem Vokalwerk vertonte sie Texte georgischer Poeten wie Grigol Abaschidse, Ilo Mosashvili (1896–1954), Ilia Sikharulidze (1889–1963), Wascha-Pschawela, Alexander Abascheli und Dawit Guramischwili sowie Texte aus der deutschen Literatur von Goethe und Heine, zudem  schrieb sie eine Theatermusik zu Schillers Kabale und Liebe.
Als Hochschullehrerin publizierte sie darüber hinaus Bücher und Beiträge über ihren Lehrer Goldenweiser, über Balakirew, über georgische Komponisten, über Sergei Rachmaninows Besuch in Tiflis und über musikalische Kindererziehung.

## Auszeichnung
1967 wurde sie mit dem Titel Verdienter Künstler der Georgischen SSR geehrt.